# 蜜蜂と遠雷
『蜜蜂と遠雷』（みつばちとえんらい）は、恩田陸の長編小説である。幻冬舎のPR誌『星星峡』2009年4月号から2013年12月号に、同誌休刊後は同社『PONTOON』2014年1月号から2016年5月号に連載、同社より2016年9月に刊行された。国際ピアノコンクールを舞台に、コンクールに挑む4人の若きピアニストたちの葛藤や成長を描いた青春群像小説。第156回直木三十五賞、第14回本屋大賞ダブル受賞作。
リーディング・オーケストラコンサート第一弾は2018年1月、第二弾は2018年5月、第三弾は2019年8月、第四弾は2021年3月から5月まで上演。
松岡茉優主演で映画化され、2019年に公開。

## 概要
音楽コンクールをそのまま、予選会から本選までのすべてを小説として書くという着想を得たが、かなり難しく2009年に書き始めるまでに5年かかったという。ピアノコンクールを舞台として、それぞれの関わりと過去と進行を描く青春群像小説。3年に1回、開催される浜松国際ピアノコンクールへ2006年第6回から2015年第9回まで、途中からは執筆に並行して、4度取材。毎日、会場の座席で午前9時から夕方までピアノ演奏を聴き続けたことが、この小説に結実した。物語の中で、「才能とは何か」を問う。演奏を聴き、才能というのは「続けられる」ことで、あらゆる仕事に共通し、ある種の鈍感さ、しぶとさを持った人が才能のある人だと思ったという。
2017年（平成29年）、第156回直木三十五賞、第14回本屋大賞を受賞する。直木賞と本屋大賞のダブル受賞および同作家2度目の本屋大賞受賞は、史上初である。また第5回ブクログ大賞で小説部門大賞も受賞している。
2019年10月には続編『祝祭と予感』も刊行された。

### テーマ
（以下、原作より引用）自然の中の音楽が聴けるように、「音を外へ連れ出す」ことのできる音楽を、演奏できないだろうか。

### 現実との相違点
小説の展開のようにバルトークの『ピアノ協奏曲第3番 ホ長調』を本選で選んでくる出場者は、国際的には極めて少ない。2018年現在第3番を選んで国際ピアノコンクールで受賞したピアニストはイタリアのファビオ・ロマーノと日本の小林海都くらいである。予選会については、現実との大きな齟齬はない。現在はヴィデオと書類で審査できるため、国際オーディションを華やかに開催する国際コンクールはかつてより少ないものの、存在しないわけではない。

## あらすじ
3年ごとの芳ヶ江国際ピアノコンクールは今年で6回目だが、優勝者が後に著名コンクールで優勝することが続き近年評価が高い。前回の書類選考落選者オーディションで、参加した出場者がダークホース的に受賞し、翌年には世界最高峰のS国際ピアノコンクールで優勝したため、今回は大変な注目を集めていた。オーディションの5カ国のうちパリ会場では、「不良」の悪名の審査員3人は凡庸な演奏を聴き続け、飽きて来ていた。そこへ、今年逝去の伝説的な音楽家ホフマンのこれまでにない推薦状で、「劇薬で、音楽人を試すギフトか災厄だ」と、現れた少年、風間塵は、破壊的な演奏で衝撃と反発を与える。議論の末、オーディションに合格する。
そして日本の芳ヶ江市での2週間に亘るコンクールへ。塵は師匠の故ホフマンと「音を外へ連れ出す」と約束をした。自分では、その意味がわからず、元・天才少女の栄伝亜夜に協力を頼む。亜夜は塵の演奏を聴いていると、普通は音楽は自然から音を取り入れるのに、彼は逆に奏でる音を自然に還していると思った。「ジュリアードの王子様」ことマサル・カルロス・レヴィ・アナトールは子供のころピアノに出会わせてくれたアーちゃん（亜夜）を出場演奏者に見つけ再会する。3人の天才と楽器店勤務のサラリーマンで年長の高島明石のピアニストたちが、音楽の孤独と、競争、友愛に、さまざまに絡み、悩みつつ、コンクールの1次2次から3次予選そして本選へ、優勝へと挑戦し、成長して、新たな音楽と人生の地平を開く。

## 登場人物

### 出場者
風間塵（かざま じん）
16歳、音楽大学出身でなく、演奏歴やコンテストも経験がなく、自宅にピアノすらない少年。フランスで、父親が養蜂業で採蜜の移動の旅をしつつ暮らす。ピアノの大家のホフマンに見出され師事し、彼が亡くなる前の計らいで、現在、パリ国立高等音楽院特別聴講生となっている。野性的な演奏で、出場後「蜜蜂王子」と呼ばれるようになる。
栄伝亜夜（えいでん あや）
20歳、天才少女として5歳から数年間コンサートを開きCDデビューもしたのに、13歳のときマネジャーもしてくれた母の突然の死でショックでピアノが弾けなくなり、次のコンサートを直前に中止し、そのまま音楽界から離れ、すでに過去の人と見られていた。だが、音楽大学学長の浜崎に再度見出され、推薦で同大に入学し在学中。少女時代、近所のマー君（マサル）に、彼が引っ越すまでピアノの手ほどきをしたことがある。復活した天才少女が、コンクールの中で大変な勢いで進化し続けて行く。
マサル・カルロス・レヴィ・アナトール
19歳、多くが才能を認める天才で、日系三世のペルー人の母とフランス人の貴族の血筋の父を持つ。期待の優勝候補。フランスから渡米しジュリアード音楽院に在学中で、高身長の貴公子然として「ジュリアードの王子様」と呼ばれる。少年時代に日本に一時在住し、まだ容姿が目立たないころに、アーちゃん（亜夜）が通う綿貫のピアノ教室に、彼女に連れられて行きピアノに初めて出会い、その後も何回も通い「茶色の小瓶」など簡単な曲なら2人で連弾できるようになった。しばらくしてフランスへの帰国時に、これからもピアノを練習すると約束し、現在がある。
高島明石（たかしま あかし）
28歳、音楽大学出身でかつては国内有数のコンクールで5位の実績。卒業後は音楽界には進まず、現在は楽器店勤務のサラリーマンで妻子がいる。だが、家には防音の練習室を備え、ピアノは、やめることはなかった。音楽界の専業者だけではない生活者の音楽があるとの強い思いがある。最後との気持ちで、コンクールに応募した。
ジェニファ・チャン
ジュリアード音楽院に在学し、自信家で、マサルに恋情を持つ。第二次予選で落選時に猛抗議した。
アレクセイ・ザカーエフ
初回の第1次予選でくじで演奏順が1番になるが、その重圧に耐える。
キム・スジョン
（韓国）本選で氏名がわかる。
フレデリック・ドゥミ
（フランス）本選で氏名がわかる。
チョ・ハンサン
（韓国）本選で氏名がわかる。

### 音楽関係者
ユウジ・フォン＝ホフマン
この2月に亡くなったピアノ演奏の大家。ほとんど弟子を取らなかったが、風間塵を見出し養蜂の旅に付いてまで指導する。亡くなる前に周囲に挑発的に、音楽界に対して「爆弾を仕掛けた」と言い、塵の推薦状を出していた。
ナサニエル・シルヴァーバーグ
審査員、ジュリアード音楽院で教授を務め、マサルの師匠。数少ないホフマンの弟子だが推薦状など書いてもらえなかったので、塵の出現で気持ちが揺らぐ。同じ審査員の嵯峨三枝子とは元夫婦である。
以下の審査員3人とも、音楽界では、素行はやや良くない「不良」で通っており、毒舌で知られる。
嵯峨三枝子（さが みえこ）
審査員、有名なピアニストでもある。帰国子女として中3から高3まで日本に在住していたが、同質化させようとする日本に合わなかった。それなのに、当初、塵の定型外の演奏に反発し不合格だと主張し、後に反省する。
セルゲイ・スミノフ
審査員、巨体だが、「きちんと把握しておく」タイプ。
アラン・シモン
審査員、喫煙家で下手な演奏にいらいらして我慢できない、「ざっと見る」タイプ。
田久保（たくぼ）
練達のステージマネージャーで、指揮者、ピアニスト、楽員の出入りを促し、ステージ配置も決める役割。だが、今回のコンクールで、塵は楽員の位置や椅子まで異例に細かく要望したが、応えて楽団員と話し合い調整した。

### 他の登場人物
綿貫（わたぬき）
亜夜が通っていた、ピアノ教室の先生。亜夜がマサルを連れて行ったところ、広い心で受け入れ練習させてくれた。マサルの帰国後2年で亡くなる。亜夜は母の死後に、もし綿貫が存命ならピアノを続けていただろうと、マサルとの再会後に振り返る。
浜崎奏（はまさき かなで）
亜夜が通う音楽大学の学長の娘で、同大学でヴァイリオンを学ぶ2年先輩でもある。面倒見の良い性格。コンクールで亜夜の付き添いとなる。
浜崎（はまざき）
亜夜が通う音楽大学の学長で、浜崎奏の父でもある。異例ながら、亜夜の入学を推薦した。
仁科雅美（にしな まさみ）
明石の元同級生のカメラマンで、コンクールのドキュメンタリー番組の撮影で明石を担当する。

## 登場曲
※以下は演奏順

### 第1次予選
指定曲から3曲、20分以内。
ジェニファ・チャン
ベートーヴェン「ピアノ・ソナタ 第21番「ワルトシュタイン」ハ長調」第1楽章
ショパン「ポロネーズ第6番 英雄 変イ長調」
高島明石
J.S.バッハ「平均律クラヴィーア曲集 第1巻 第2番 前奏曲、フーガ ハ短調」
ベートーヴェン「ピアノ・ソナタ 第3番 ハ長調」
ショパン「バラード 第2番 ヘ長調」
マサル・カルロス・レヴィ・アナトール
J.S.バッハ「平均律クラヴィーア曲集 第1巻 第6番前奏曲、フーガ ニ短調」
モーツァルト「ピアノ・ソナタ 第13番 変ロ長調」K.333 第1楽章
リスト「メフィスト・ワルツ 第1番 村の居酒屋での踊り」
風間塵
J.S.バッハ「平均律クラヴィーア曲集 第1巻 第1番 前奏曲、フーガ ハ長調」
モーツァルト「ピアノ・ソナタ 第12番 ヘ長調」K.332 第1楽章
バラキレフ「東洋風幻想曲イスラメイ」（第1稿）
栄伝亜夜
J.S.バッハ「平均律クラヴィーア曲集 第1巻 第5番 前奏曲、フーガ ニ長調」
ベートーヴェン「ピアノ・ソナタ 第26番 告別 変ホ長調」第1楽章
リスト「メフィスト・ワルツ 第1番 村の居酒屋での踊り」

### 第2次予選
指定曲から3曲以上と、コンクール用作曲架空課題曲「春と修羅」（自作するカデンツァ部分もある）、40分以内。
高島明石
ショパン「練習曲 第5番 黒鍵 変ト長調」
リスト「パガニーニによる大練習曲集 第6番 主題と変奏 イ短調」
シューマン「アラベスク ハ長調」
ストラヴィンスキー「ペトルーシュカからの3楽章」
マサル・カルロス・レヴィ・アナトール
ラフマニノフ「エチュード 音の絵 第6番」Op.39-6
ドビュッシー「12の練習曲 第5番 オクターヴのために」
ブラームス「パガニーニの主題による変奏曲」Op.35
風間塵
ドビュッシー「12の練習曲 第1番 5本の指のために（チェルニー氏による）」
バルトーク「ミクロコスモス」Sz.107 第6巻より「ブルガリアのリズムによる6つの舞曲」
リスト「2つの伝説」より第1曲「小鳥に説教するアッシジの聖フランチェスコ」
ショパン「スケルツォ 第3番 嬰ハ短調」
栄伝亜夜
ラフマニノフ「エチュード 音の絵 第5番」Op.39-5
リスト「超絶技巧練習曲 第5番 鬼火 変ロ長調」
ラヴェル「ソナチネ 嬰ヘ短調」
メンデルスゾーン「厳格な変奏曲」Op.54

### 第3次予選
1次・2次予選で演奏した曲以外の任意の曲で自由に構成、60分以内。
アレクセイ・ザカーエフ
ムソルグスキー 「組曲 展覧会の絵」
韓国人出場者
ラヴェル「ラ・ヴァルス ニ長調」（ピアノソロ）
マサル・カルロス・レヴィ・アナトール
バルトーク 「ピアノ・ソナタ」Sz.80
シベリウス「5つのロマンティックな小品」Op.101
リスト「ピアノ・ソナタ ロ短調」
ショパン「ワルツ 第14番 ホ短調」
風間塵
サティ「あなたが欲しい（ジュ・トゥ・ヴー）」
メンデルスゾーン「無言歌集」第5巻 より「春の歌 イ長調」
ブラームス「8つのピアノ小品」より 第2番「奇想曲 ロ短調」
ドビュッシー「版画」より 「塔」、「グラナダの夕べ」、「雨の庭」
ラヴェル「鏡」より 「蛾」、「悲しい鳥たち」、「海原の小舟」、「道化師の朝の歌」、「鐘の谷」
ショパン「即興曲 第3番 変ト長調」
サン・サーンス、風間塵編曲「アフリカ幻想曲」Op.89
栄伝亜夜
ショパン「バラード 第1番 ト短調」
シューマン「ノヴェレッテ 第2番」
ブラームス「ピアノ・ソナタ 第3番 ヘ短調」
ドビュッシー「喜びの島 イ長調」

### 本選
指定のピアノ協奏曲からオーケストラと演奏。
キム・スジョン（韓国）
ラフマニノフ「ピアノ協奏曲 第3番 ニ短調」
フレデリック・ドゥミ（フランス）
ショパン「ピアノ協奏曲 第1番 ホ短調」
マサル・カルロス・レヴィ・アナトール
プロコフィエフ「ピアノ協奏曲 第3番 ハ長調」
チョ・ハンサン（韓国）
ラフマニノフ「ピアノ協奏曲 第2番 ハ短調」
風間塵
バルトーク「ピアノ協奏曲第3番 ホ長調」
栄伝亜夜
プロコフィエフ「ピアノ協奏曲 第2番 ト短調」

## 書誌情報
- 蜜蜂と遠雷（2016年9月23日、幻冬舎、ISBN 978-4-344-03003-9）
- 蜜蜂と遠雷（上）（2019年4月10日、幻冬舎文庫、ISBN 978-4-344-42852-2）
- 蜜蜂と遠雷（下）（2019年4月10日、幻冬舎文庫、ISBN 978-4-344-42853-9）

## 関連商品
CD
- 蜜蜂と遠雷 音楽集（2枚組、全19曲、2017年5月26日、ナクソス・ジャパン、NYCC-27303-4） - 書き下ろしエッセイを収録
- 『蜜蜂と遠雷』ピアノ全集［完全盤］（8枚組、全51曲129トラック、2017年6月28日、ソニー・クラシカル、SICC-2143） - 後日譚の書き下ろし短編小説を収録

## リーディング・オーケストラコンサート

### 「蜜蜂と遠雷」リーディング・オーケストラコンサート～コトダマの音楽会～
直木賞・本屋大賞を受賞した恩田陸の小説『蜜蜂と遠雷』の朗読劇第一弾。千住明によるオリジナル楽曲や、作中のクラシック楽曲をピアノやオーケストラで表現。音楽コンクールを題材に、若きピアニストたちの才能や運命を描いた物語を、歌と朗読などさまざまな芸術で表現する。主演・風間塵役にはA.B.C-Zの橋本良亮、ヒロイン・栄伝亜夜役には家入レオ。

#### 公演日程
- 2018年1月5日・6日 / 東京都・Bunkamura オーチャードホール
- 2018年1月27日・28日 / 大阪府・森ノ宮ピロティホール

#### スタッフ
- 原作：恩田陸『蜜蜂と遠雷』
- 音楽監督：千住明
- 構成台本：モトイキシゲキ
- 演出・振付：藤林美沙、元生茂樹

#### キャスト
- 風間塵：橋本良亮 (A.B.C-Z)
- 栄伝亜夜：家入レオ
- マサル・カルロス・レヴィ・アナトール：木村優一
- 高島明石：ビッケブランカ / 中川晃教
- ストーリーテラー：湖月わたる / 朴璐美
- 管弦楽：東京フィルハーモニー交響楽団（東京公演） / 大阪交響楽団（大阪公演）
- 指揮者：澤村杏太朗
- ピアノ：川田健太郎 / 西本夏生

### 「ひかりを聴け」オーケストラコンサート ～コトダマの音楽会 partII～
直木賞・本屋大賞を受賞した名作『蜜蜂と遠雷』が創りだした数々の言葉の世界が、音楽のメロディーとコラボして生まれた新しい世界――若きソリスト（音楽家）たちが奏でる音、そして言葉をまるで旋律のように組み合わせたシンフォニーによる音楽会。第2弾として、三浦大知、中川晃教、木村優一、松下優也といった、日本でも美声として定評あるアーティストたちが出演、オーケストラコンサートとして開催された。テレ朝チャンネル1にて2018年8月4日で放送された。

#### 公演日程
- 2018年5月17日・18日 / 東京都・オーチャードホール

#### スタッフ
- 原作：恩田陸『蜜蜂と遠雷』
- 音楽監督：千住明
- 主催・企画・製作：「ひかりを聴け」オーケストラコンサート製作実行委員会 / 公益財団法人 東京フィルハーモニー交響楽団
- 企画協力：幻冬舎
- 制作協力：オレガ

#### 出演
- 中川晃教
- 三浦大知
- 木村優一
- 藤澤ノリマサ（5月17日ゲスト出演）
- 松下優也（5月18日ゲスト出演）
- 管弦楽：東京フィルハーモニー交響楽団
- 指揮者：千住明
- ピアノ：川田健太郎/葛岡みち
- ドラム：小田原豊
- ベース：渡辺等

### 「蜜蜂と遠雷」リーディング・オーケストラコンサート ～ひかりを聴け～
直木賞・本屋大賞を受賞した恩田陸原作『蜜蜂と遠雷』コンサートシリーズ第3弾。
本コンサートは、若きソリスト（音楽家）たちが奏でる歌と言葉、そして演奏をまるで旋律のように組み合わせた新しい形の音楽会。千住明が音楽監督・オーケストラ演奏の指揮を務め、三浦大知、家入レオ、松下優也、中村中、木村優一ら歌声に定評のある一流アーティストたちが、ピアニスト川田健太郎、西本夏生と東京フィルハーモニー交響楽団とによる豪華演奏とコラボし歌声を響かせる。

#### 公演日程
- 2019年8月16日 - 18日 / 東京都・Bunkamura オーチャードホール

#### スタッフ
- 原作：恩田陸『蜜蜂と遠雷』
- 音楽監督：千住明
- 演出：藤澤浩一
- 構成台本：モトイキシゲキ
- 主催・企画・製作：「蜜蜂と遠雷」リーディング・オーケストラコンサート製作実行委員会 / 公益財団法人 東京フィルハーモニー交響楽団
- 企画協力：幻冬舎

#### 出演
- 三浦大知
- 家入レオ
- 松下優也
- 中村中
- 木村優一
- 指揮・音楽監督：千住明
- ピアノ：川田健太郎、西本夏生
- 管弦楽：東京フィルハーモニー交響楽団

### シンフォニー音楽劇「『蜜蜂と遠雷』～ひかりを聴け～」
いままでの公演からさらにバージョンアップ=歌と芝居とピアノ演奏をコラボレーションした新たな音楽劇として披露し、『蜜蜂と遠雷』という音楽小説の世界観を舞台上でのリアルな作品として甦らせる。

#### 公演日程
- 2021年3月27日 - 4月11日 / 神奈川県横浜市中区・KAAT神奈川芸術劇場＜ホール＞
- 2021年4月17日、18日 / 大阪府大阪市天王寺区・新歌舞伎座
- 2021年5月1日 - 3日 / 福岡県福岡市博多区・博多座

#### スタッフ
- 原作・作詞：恩田陸（直木賞・本屋大賞受賞『蜜蜂と遠雷』幻冬舎文庫）
- 音楽・監督：千住明
- 脚本・演出：モトイキシゲキ
- 演出：藤澤浩一
- 企画協力：幻冬舎
- 主催・企画・製作：シンフォニー音楽劇「蜜蜂と遠雷」製作実行委員会

#### 出演
- 風間塵：中山優馬
- 栄伝亜夜：ヒグチアイ
- マサル・カルロス・レヴィ・アナトール：奥村颯太（関西ジャニーズJr.）
- 小山内健（小山内健次の息子）：大東立樹（ジャニーズJr.）
- 高島明石：パーマ大佐
- 高島満智子（高島明石の妻）：黒田こらん
- ナサニエル・シルヴァーバーグ（審査員）：木村優一
- ヴィクトール吉川（執事）：冨岡弘
- 田久保 寛（ステージマネージャー）：石井智也
- 浅野耕太郎（調律師）：優志
- 大林静雄（大会運営委員）：小坂正道
- 仁科雅美（音楽記者）：柳橋さやか
- 貴島恵子（大会進行委員）：城あすか
- 嵯峨三枝子（ピアニスト・審査員）：湖月わたる
- 菱沼忠明（作曲家）/ストーリーテラー：池畑慎之介
- 指揮：小野寺昌幸（指揮者）、千住明
- ピアノ：川田健太郎
- 管弦楽：Grand Philharmonic TOKYO（神奈川〈横浜〉公演）、Grand Philharmonic KYOTO（大阪公演）、九州交響楽団（福岡公演）

## 漫画
幻冬舎コミックスのWEBコミックサイト『comicブースト』にて、2019年2月8日から漫画版が連載された。作画は皇なつき。
- 蜜蜂と遠雷 (1)（2019年9月27日、幻冬舎コミックス、ISBN 978-4-344-84518-3）
- 蜜蜂と遠雷 (2)（2023年6月29日、幻冬舎コミックス、ISBN 978-4-344-85231-0）

## 映画
2019年10月4日に全国公開された。監督・脚本・編集は石川慶、主演は松岡茉優。
2018年10月下旬から12月中旬にかけ、関東近郊で撮影が行われた。

### キャスト
- 栄伝亜夜：松岡茉優（幼少期：加藤莉奈[19]）
- 高島明石：松坂桃李
- マサル・カルロス・レヴィ・アナトール：森崎ウィン
- 風間塵：鈴鹿央士
- 高島満智子：臼田あさ美
- 仁科雅美 : ブルゾンちえみ
- ジェニファ・チャン：福島リラ
- ピアノ調律師：眞島秀和
- クロークの女性：片桐はいり
- 菱沼忠明：光石研
- 田久保寛：平田満
- ナサニエル・シルヴァーバーグ：アンジェイ・ヒラ
- 嵯峨三枝子：斉藤由貴
- 小野寺昌幸：鹿賀丈史
- 栄伝亜夜の母親：キタキマユ

### スタッフ
- 原作：恩田陸『蜜蜂と遠雷』（幻冬舎文庫）
- 監督・脚本・編集：石川慶
- 「春と修羅」作曲：藤倉大
- ピアノ演奏：河村尚子（栄伝亜夜）、福間洸太朗（高島明石）、金子三勇士（マサル・カルロス・レヴィ・アナトール）、藤田真央（風間塵）
- オーケストラ演奏：東京フィルハーモニー交響楽団（指揮：円光寺雅彦）
- 劇中音楽：篠田大介
- 製作：市川南
- エグゼクティブ・プロデューサー：山内章弘
- プロデューサー：佐藤善宏、石黒裕亮、加倉井誠人
- ラインプロデューサー：大西洋志
- プロダクション統括：佐藤毅
- 撮影監督：ピオトル・ニエミイスキ
- 美術：我妻弘之
- 照明：宗賢次郎
- 録音：久連石由文
- 編集：太田義則
- 装飾：篠田公史
- スタイリスト：高橋さやか
- ヘアメイク：酒井夢月
- スクリプター：藤島理恵
- VFXスーパーバイザー：廣田隼也
- 音響効果：柴崎憲治
- 助監督：川口浩史
- 製作担当：相良晶
- 音楽プロデューサー：杉田寿宏
- 宣伝プロデューサー：土肥直人、宮千香子
- 配給：東宝
- 製作プロダクション：東宝映画
- 製作：映画「蜜蜂と遠雷」製作委員会（東宝、木下グループ、幻冬舎、ソニー・ミュージックエンタテインメント、博報堂、朝日新聞社、東急エージェンシー、ひかりTV、日本出版販売、時事通信社、ヤマハ、河合楽器製作所、ヒラタインターナショナル、フォスター、GYAO、中日新聞社）

### 受賞歴
- 第43回 山路ふみ子映画賞[20]
  - 作品賞
- 第44回 報知映画賞[21]
  - 作品賞
  - 新人賞（鈴鹿央士）
- 第41回 ヨコハマ映画祭[22][23]
  - 日本映画ベストテン 第2位
  - 監督賞（石川慶）
  - 最優秀新人賞（鈴鹿央士）
- 第32回 日刊スポーツ映画大賞・石原裕次郎賞[24]
  - 主演女優賞（松岡茉優）
- 第43回 日本アカデミー賞[25][26]
  - 最優秀録音賞（久連石由文）
  - 優秀作品賞
  - 優秀主演女優賞（松岡茉優）
  - 新人俳優賞（鈴鹿央士、森崎ウィン）
  - 優秀音楽賞（藤倉大、篠田大介）
  - 優秀撮影賞（ピオトル・ニエミイスキ）
  - 優秀照明賞（宗賢次郎）
- 第44回 エランドール賞[27]
  - プロデューサー奨励賞（石黒裕亮）
- 第74回 毎日映画コンクール[28]
  - 日本映画大賞
  - 監督賞（石川慶）
  - スポニチグランプリ新人賞（鈴鹿央士）
- 第93回 キネマ旬報ベスト・テン[29]
  - 日本映画ベスト・テン 第5位
  - 新人男優賞（鈴鹿央士）[注 6]
- 第15回 おおさかシネマフェスティバル[30]
  - 日本映画作品賞ベストテン 第5位
- 第39回 藤本賞[31]
  - 奨励賞（佐藤善宏、石黒裕亮、加倉井誠人）
- 第14回 アジア・フィルム・アワード[32]
  - 最優秀音響賞（久連石由文）

## 関連作品
- 祝祭と予感（2019年10月4日、幻冬舎、ISBN 978-4-344-03490-7）
- 祝祭と予感（2022年4月10日、幻冬舎文庫、ISBN 978-4-344-43178-2）